# Le Déshabillage impossible
 (juillet 2025).
Pour plus de détails, voir Fiche technique et Distribution.
Le Déshabillage impossible est un film muet français à trucs réalisé par Georges Méliès, sorti en 1900.

## Synopsis
Avant de gagner son lit, un homme se déshabille, mais de nouveaux vêtements apparaissent dès que les anciens sont enlevés. À la fin, voulant se rendre malgré tout dans son lit, ce dernier disparaît.

## Fiche technique
- Titre : Le Déshabillage impossible
- Réalisation : Georges Méliès
- Scénario : Georges Méliès
- Photographie :
- Montage :
- Société de production : Star Film
- Société de distribution :
- Pays de production :  France
- Langue : français
- Métrage : 55 mètres
- Format : Noir et blanc — 35 mm — 1,33:1 — Muet
- Genre :  Comédie, Film fantastique, Film à trucs
- Durée : 1 minute 50
- Dates de sortie :
  - France : 1900

## Distribution
- Georges Méliès : le client

## Autour du film
- « Le truquage est le même que celui de Escamotage d'une dame au théâtre Robert-Houdin. Méliès enlève l’une des pièces de son habit et l’accroche au portemanteau. Il s’immobilise sur place… On arrête la caméra… Un assistant vient poser un nouveau chapeau sur sa tête, ou l’aide à enfiler une nouvelle veste, ou un nouveau pantalon, et il sort du champ. La caméra est remise en route. Méliès enlève une autre pièce de vêtement et la jette au loin. Il s’immobilise encore une fois, on arrête la caméra, et ainsi de suite, plusieurs dizaines d’arrêts sont effectués. Après développement, on fait disparaître les traces des arrêts et des redémarrages de la caméra, en coupant et en recollant. À la projection, le malheureux homme virevolte dans tous les sens, assailli par de nouveaux vêtements qui toujours surgissent comme par miracle, son lit lui aussi s’envole, on comprend que la nuit ne lui sera pas douce… pour le plus grand plaisir des spectateurs[1] ! »